# Nunataki Brjusova
Die Nunataki Brjusova (englische Transkription von russisch Нунатаки Брюсова Nunataki Brjussowa) sind eine Gruppe von Nunatakkern im ostantarktischen Coatsland. Sie ragen südlich der Lister Heights im östlichen Teil der Shackleton Range auf.
Russische Wissenschaftler benannten sie. Der weitere Benennungshintergrund ist nicht hinterlegt.